# Google Drive
Google Drive é um serviço de armazenamento e sincronização de arquivos que foi apresentado pela Google em 24 de abril de 2012. Google Drive abriga agora o Google Docs, um leque de aplicações de produtividade, que oferece a edição de documentos, folhas de cálculo, apresentações, e muito mais. O Google Drive é considerado uma "evolução natural" do Google Docs (uma vez ativado substitui a URL docs.google.com por drive.google.com). Rumores sobre o Google Drive começaram a circular no início de março de 2006. Com o lançamento do Google Drive, o Google aumentou o espaço de armazenamento do Gmail para 15 GB.
O Google Drive baseia-se no conceito de computação em nuvem, pois o internauta poderá armazenar arquivos através deste serviço e acedê-los a partir de qualquer computador ou outros dispositivos compatíveis, desde que ligados à internet. Para além disso o Google Drive disponibiliza vários aplicativos via online, sem que esses programas estejam instalados no computador da pessoa que os utiliza.
O Google Drive dá ao usuário 15 GB grátis de armazenamento no início. Um utilizador consegue espaço extra, que é compartilhado entre Picasa e Google Drive, que vai de 100 GB até 2TB pagando uma quantia mensal (de 7,99 R$/mês até 38,99 R$/mês fora valores temporários promocionais). Pode ser adquirido através da contratação de um plano de pagamento mensal ou anual.
Em agosto de 2018, Google lançou o Google One para substituir planos não gratuitos do Google Drive.
Em 6 de outubro de 2020, com a remodelação do G Suíte para o Google Workspace, a logomarca do Google Drive, assim como a de alguns outros apps da Google, foram alteradas.

## Extensão de arquivos suportados pelo Google Drive
É incrível a enorme gama de tamanhos e formatos de arquivos suportados pelo Google Drive.
De música a vídeos, além dos mais diferenciados formatos de texto e apresentações, como portfólios, por exemplo, quase tudo é possível de ser armazenado por lá. Entretanto há de se ter em atenção à modificação na formatação do conteúdo dos arquivos que são carregados (upload) para o Google Drive e aberto dentro da plataforma, bem como dos  arquivos que são descarregados (download) e abertos noutro programa.
Estes são alguns dos tipos de arquivos que são compatíveis com o Google Drive:
- Arquivos compactados (.ZIP, .RAR, tar, gzip)
- Formatos de áudio (MP3, MPEG, WAV, .ogg)
- Arquivos de imagem (.JPEG, .PNG, .GIF, .BMP)
- Marcação/código (.CSS, .HTML, .PHP, .C, .CPP, .H, .HPP, .JS)
- Arquivos de texto (.TXT)
- Arquivos de vídeo (WebM, .MPEG4, .3GPP, .MOV, .AVI, .MPEGPS, .WMV, .FLV, .ogg)
- Arquivos Adobe
- Autodesk AutoCad (.DXF)
- llustrator (.AI)
- Photoshop (.PSD)
- Formato de documento portátil (.PDF)
- PostScript (.EPS, .PS)
- Elementos gráficos vetoriais escaláveis (.SVG)
- Formato de arquivo de imagem com tag (.TIFF)
- TrueType (.TTF)
- Excel (.XLS, .XLSX)
- PowerPoint (.PPT, .PPTX)
- Word (.DOC, .DOCX)
- XML Paper Specification (.XPS)

## Clientes
Há aplicativos de terceiros que podem ser instalados pela Chrome Web Store. Esses aplicativos, rodando no Google Chrome, acessam os arquivos online, e podem ser utilizados para editar imagens e vídeos, enviar fax assinar documentos, gerenciar projetos, criar fluxogramas etc.
Além da página na internet, o Google Drive necessita de um cliente local para sincronização de arquivos. No lançamento do serviço havia clientes para os seguintes dispositivos: Mac Mountain Lion (10.8), Lion (10.7) e Snow Leopard (10.6); Windows XP, Windows Vista e Windows 7; Android (2.1+); iPhone e iPad (iOS 5.0+). O Google prometeu que haverá suporte ao Linux em breve. De acordo com o engenheiro do Google, Sundar Pichai, o Google Drive será totalmente integrado às próximas versões do Chrome OS.

## Vantagens e desvantagens de usar o Google Drive
- Vantagens:

Criando um Novo Documento
Você pode criar um novo documento direto do Google Drive, muito simples e rápida.
No seu computador, basta acessar o Google Drive e abrir a tela inicial de Documentos, Planilhas, Apresentações ou Formulários Google. Depois, clique em Criar/ Adicionar.
Acessando Seus Arquivos Offline
Uma das maiores vantagens de ter seus documentos na nuvem com o Google Drive é que você pode acessá-los até mesmo sem ter conexão Wi-Fi ou de rede móvel.
Google Drive é Seguro?
Sim, se pode afirmar que o Google Drive é uma ferramenta segura de arquivamento.
E em caso de perda ou defeito no seu celular ou computador, isso não afeta sua conta no Google Drive. Os documentos continuam todos lá.
- Desvantagens:

Restrição de Tamanho dos Arquivos
O Google Drive apresenta algumas restrições de tamanho de arquivos tanto para envio quanto para download, mas nada que seja impeditivo.
Mantendo o formato original do arquivo, cada documento enviado pode ter até 10GB de tamanho cada.
Necessidade de internet 
uma das desvantagens do Google Drive é a necessidade de internet. Pois mesmo que possamos acessar arquivos sem ela, suas funções ficam limitadas.
Vazamento de arquivos pessoais 
pode ser que alguém se aproprie do documento de forma indevida, até mesmo apagando o arquivo. Mas, é possível controlar as permissões sem dificuldade. É necessário também ser criado uma conta com senha forte.
Problemas de sincronia no trabalho colaborativo
Uma das possibilidades de utilização da plataforma Google Drive é o trabalho colaborativo. Entretanto, observa-se que muitas alterações são perdidas durante as edições simultâneas. Estas perdas podem ser provocadas por oscilações na conexão dos colaboradores.